# James Robert Baker
Pour les articles homonymes, voir James Baker (homonymie) et Baker.
James Robert Baker, né le 18 octobre 1946 et mort le 5 novembre 1997, est un écrivain et scénariste américain spécialisé dans la transgressional fiction (en). Né en Californie, son œuvre prend presque entièrement place en Californie du Sud.

## Biographie
Après des études à université de Californie à Los Angeles, il a commencé sa carrière de scénariste. Désillusionné, il se lance dans l'écriture de nouvelles. Bien qu'il obtienne un certain succès avec ses livres Fuel-Injected Dreams et Boy Wonder (en), il a de plus en plus de difficulté à se faire publier à la suite de la controverse qui a suivi la publication de Tim and Pete (en). Selon son conjoint, cela a contribué à son suicide.
L'œuvre de Baker a obtenu une certaine renommée à la suite de sa mort. Deux romans ont été publiés à titre posthume et un autre, Testostérone (en), a été adapté au cinéma (en). Les droits d'adaptation cinématographique ont été acquis pour deux autres livres de Baker.

## Jeunesse et formation
Baker naît à Long Beach (Californie) et grandit dans ce qu'il qualifie être une « famille républicaine sud-californienne étouffante. ». La dynamique familiale sera une source d'inspiration pour plusieurs de ses romans, notamment pour Boy Wonder.
Se rebellant contre ses parents, James Baker est attiré par les éléments marginaux de la société, dont notamment les beatniks, artistes et gays,. Au secondaire, durant les années 1960, il explore sa sexualité et fréquente des établissements clandestins destinés aux adolescents homosexuels. Baker craint d'être découvert par son père autoritaire. À un certain moment, ce dernier engage un détective privé pour suivre son fils, soupçonnant celui-ci d'entretenir une liaison avec un voisin.
Par la suite, Baker fait ses premières expériences avec la drogue et devient, selon ses propres mots, « un adolescent hors de contrôle. » Il boit également beaucoup, ce qu'il explique par la suite comme étant le résultat d'avoir été enfermé dans le placard. Cependant, même après son coming out, il continue à consommer fortement.
Après être devenu sobre, il commence des études à l'école de cinéma de UCLA, où il remporte l'un des Samuel Goldwyn Writing Awards (en).

## Œuvre
- Adrenaline (1985) Signet Books/New American Library  (ISBN 978-0-451-13563-6)
- Fuel-Injected Dreams (1986) E. P. Dutton  (ISBN 978-0-525-24417-2)
- Boy Wonder (1988) New American Library  (ISBN 978-0-453-00597-5)
- Tim and Pete (1993) Simon & Schuster  (ISBN 978-0-671-79184-1)
- Right Wing (1996, publié en ligne seulement)
- Testosterone (publication posthume, 2000) Alyson Publications  (ISBN 978-1-55583-567-5)
- Anarchy (publication posthume, 2002) Alyson Publications  (ISBN 978-1-55583-743-3)